# Pycnophyllum aristatum
Pycnophyllum aristatum là loài thực vật có hoa thuộc họ Cẩm chướng. Loài này được Mattf. miêu tả khoa học đầu tiên năm 1922.